# جلال رسول‌اف
جلال رسول‌اف (زادهٔ ۱۳۳۳) فعال اقتصادی و بانکدار اهل ایران و مدیر عامل پیشین بانک‌های آینده، کشاورزی، دی و اقتصاد نوین است.
رسول‌اف از سال ۱۳۶۲ معاون وزیر کشاورزی ایران بود و در سال ۱۳۷۶ به سمت مدیر عاملی بانک کشاورزی گمارده شد. وی اسفند ۱۳۸۲ نشان درجهٔ سه لیاقت و مدیریت را از سید محمد خاتمی، رئیس‌جمهوری وقت دریافت کرد. رسول‌اف در سال ۱۳۸۴ با بازنشستگی از جایگاه‌های دولتی، بانک کشاورزی را ترک کرد و مدیر عامل بانک اقتصاد نوین شد. در شهریور ۱۳۸۷ یکی از فرزندانش را از دست داد و چند ماه بعد، از مدیریت بانک اقتصاد نوین استعفا داد.
با تأسیس بانک دی در سال ۱۳۸۹، رسول‌اف مدیر عاملی این بانک را به عهده گرفت. یک سال بعد به عنوان مدیر عامل بانک تات انتخاب شد و پس از انحلال آن و بنیان‌گذاری بانک آینده، در سال ۱۳۹۱ نخستین مدیر این بانک شد. در سال ۱۳۹۸ بانک مرکزی و نهاد‌های نظارتی به دلیل «صورت‌های مالی غیرشفاف و ارائهٔ ارقام موهوم در گزارش‌های بانک آینده»، رسول‌اف و تیم مدیریتی او را به مدت ۲۰ سال از مناصب دولتی و خصوصی محروم و اعضای هیئت مدیرهٔ وقت بانک آینده را برکنار کرد. این دورهٔ محرومیت با طرح شکایت و پیگیری از طریق شورای پول و اعتبار، به ۱۰ سال کاهش یافت.
برادر او محمد رسول‌اف کارگردان سینماست.